# Johnson City (Tennessee)
Johnson City város az USA Tennessee államában. Lakosainak száma 71 046 fő (2020. április 1.).

## Népesség
A település népességének változása:
| Lakosok száma | 63 152 | 65 813 | 71 046 |
|               | 2010   | 2014   | 2020   |